# Пост сдал
«Пост сдал» (англ. «End of Watch») — роман американского писателя Стивена Кинга, заключительная часть трилогии о Билле Ходжесе, продолжение романов «Мистер Мерседес» и «Кто нашёл, берёт себе». В США книга вышла 7 июня 2016 года в издательстве Scribner.
Роман впервые был анонсирован в колледже Сент-Франсис 21 апреля 2015 года под рабочим названием The Suicide Prince, 10 июня на официальной странице Кинга в Facebook было объявлено окончательное название романа — End of Watch. На церемонии вручения премии Эдгара Аллана По в 2015 году, принимая награду за лучший роман (за Мистер Мерседес), Кинг заявил о будущем возвращении антагониста Брейди Хартсфилда в последней книге.

## Сюжет
Главный антагонист романа Брейди Хартсфилд, преступник из Мистер Мерседес, уже 5 лет находится в вегетативном состоянии в клинике травм головного мозга. Ничего не предвещает его выздоровления, но, одержимый смертоносными силами, он может устроить невероятный хаос, даже не выходя из больничной палаты. Детектив в отставке Билл Ходжес и его партнер Холли Гибни, благодаря которой Брейди находится в больнице, управляют детективным агентством. После вызова на самоубийство они оказываются втянуты в своё самое опасное дело, которое грозит жизни им и их близким. Все потому, что Брейди вернулся и планирует отомстить не только Биллу и его друзьям, но и всему городу.